# Lily James
Lily Chloe Ninette Thomson známá jako Lily James (* 5. dubna 1989 Esher, Surrey) je anglická herečka. Nejvíce se proslavila rolí Lady Rose MacClare v seriálu Panství Downton.
Svou hereckou kariéru zahájila postavou Ethem Brownovou v seriálu stanice BBC Já, William. V roce 2012 získala několik rolí v londýnských divadelních produkcích, tomtéž roce se začala objevovat i v hollywoodských filmech, kde získala roli ve filmech Hněv Titánů a Fast Girls. V roce 2015 si zahrála postavu Popelky ve stejnojmenném filmu společnosti The Walt Disney Studios.

## Život
Narodila se v malém městě Esher v Surrey. Její otec byl herec a muzikant Jamie Thomson a babičkou americká herečka Helen Horton. Navštěvovala uměleckou školu Education School v Tringu a následně pokračovala ve studiu herectví na Guidhall School of Music and Drama v Londýně, kterou absolvovala v roce 2010. V roce 2008 její otec zemřel na rakovinu.

## Kariéra
V roce 2010 získala roli v televizním seriálu stanice BBC Já, William. Následující rok hrála postavu Taylor v produkci Vernon God Little, Ninu v moderní adaptaci divadelní hry Racek a Desdemonu v Othellovi. Objevila se také ve čtvrté sérii seriálu Tajný deník call girl, kde ztvárnila postavu Poppy. V roce 2012 získala roli Korriny v hollywoodském filmu Hněv Titánů a hrála také ve filmu Fast Girls. Jako Lady Rose se objevila ve čtvrté a páté sérii seriálu Panství Downton. V roce 2014 byla obsazena do hlavní role disneyovské filmové verze Popelky. V roce 2016 se vrátila na televizní obrazovky v historickém dramatu Vojna a mír. Hrála také ve filmu Pýcha, předsudek a zombie. V roce 2017 hrála v akčním filmu Baby Driver a v dramatickém filmu Nejtemnější hodina. O rok později si zahrála mladší verzi Donny Sheridan, jejíž starší verzi ztvárnila Meryl Streepová, v pokračování filmu Mamma Mia!, s názvem Mamma Mia! Here We Go Again.

## Filmografie

### Film
| Rok  | Název                                                 | Role                 | Poznámky            |
| ---- | ----------------------------------------------------- | -------------------- | ------------------- |
| 2012 | Chemistry                                             | Ines                 | krátkometrážní film |
| 2012 | Hněv Titánů                                           | Korrina              |                     |
| 2012 | Rozbitý svět                                          | starší Skunk         |                     |
| 2012 | Fast Girls                                            | Lisa Temple          |                     |
| 2015 | Popelka                                               | Popelka              |                     |
| 2015 | Dokonalý šéf                                          | Sara                 |                     |
| 2016 | Pýcha, předsudek a zombie                             | Elizabeth Bennett    |                     |
| 2016 | The Exception                                         | Mieke de Jong        |                     |
| 2016 | The Tale of Thomas Burberry                           | Betty                | krátkometrážní film |
| 2017 | Baby Driver                                           | Debora               |                     |
| 2017 | Nejtemnější hodina                                    | Elizabeth Layton     |                     |
| 2018 | Mamma Mia! Here We Go Again                           | mladá Donna Sheridan |                     |
| 2018 | Little Woods                                          | Deb                  |                     |
| 2018 | Spolek přátel krásné literatury a bramborových koláčů | Juliet Ashton        |                     |
| 2018 | Sorry to Bother You                                   | White Detroit (hlas) | cameo               |
| 2019 | Yesterday                                             | Ellie Appleton       |                     |
| 2019 | Rare Beasts                                           | Cressida             |                     |
| 2019 | One Red Nose Day and a Wedding                        | Miranda              | krátkometrážní film |
| 2020 | Rebeka                                                | paní de Winter       |                     |
| 2021 | Vykopávky                                             | Peggy Preston        |                     |
| 2022 | Láska podle plánu                                     | Zoe Stevenson        |                     |
| 2023 | Železní bratři                                        | Pam Adkisson         |                     |

### Televize
| Rok       | Název                                              | Role              | Poznámky        |
| --------- | -------------------------------------------------- | ----------------- | --------------- |
| 2010      | Já, William                                        | Ethel Brown       | 4 díly          |
| 2011      | Tajný deník call girl                              | Poppy             | 8 dílů          |
| 2012–2015 | Panství Downton                                    | lady Rose McClare | 21 dílů         |
| 2016      | Vojna a mír                                        | Nataša Rostova    | 6 dílů          |
| 2021      | The Pursuit of Love                                | Linda Radlett     | minisérie       |
| 2021      | Beauty And The Beast: A Pantomime for Comic Relief | Rose              | televizní pořad |
| 2022      | Pam & Tommy                                        | Pamela Anderson   | hlavní role     |